# Sjálvstýri

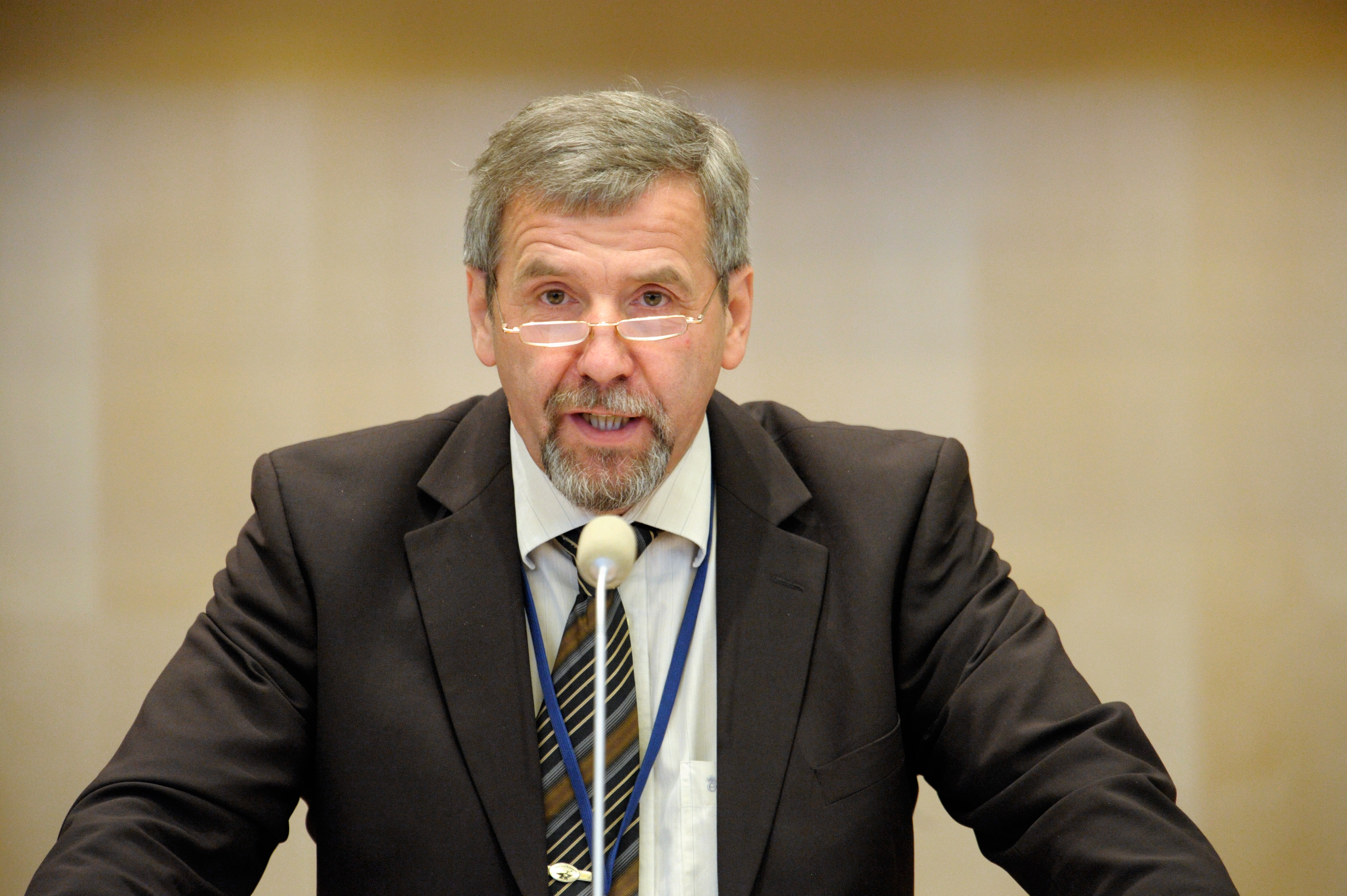
Kári P. Højgaard (2009)

Sjálvstýrisflokkurin je originální název faerské Strany pro nezávislost (možno též překládat jako 'Strana pro samosprávu'). Jedná se o sociálně-liberální stranu, jejím současným předsedou je Kári P. Højgaard (* 1951). V posledních parlamentních volbách v lednu 2008 strana získala 7,2% hlasů a obsadila tak 2 křesla v Løgtingu.